# Wydział Gospodarki Międzynarodowej Uniwersytetu Ekonomicznego w Poznaniu
Wydział Gospodarki Międzynarodowej Uniwersytetu Ekonomicznego w Poznaniu – jeden z pięciu wydziałów Uniwersytetu Ekonomicznego w Poznaniu. Jego siedziba znajduje się przy al. Niepodległości 10 w Poznaniu.

## Struktura
- Katedra Europeistyki
- Katedra Finansów Międzynarodowych
- Katedra Konkurencyjności Międzynarodowej
- Katedra Logistyki Międzynarodowej
- Katedra Marketingu Międzynarodowego
- Katedra Międzynarodowych Stosunków Gospodarczych
- Katedra Turystyki
- Katedra Zarządzania Międzynarodowego

## Kierunki studiów
- Gospodarka turystyczna
- Międzynarodowe stosunki gospodarcze

## Władze
Dziekan: Prof. dr hab. Tomasz Rynarzewski 

Prodziekan: Dr hab. Maciej Szymczak, prof. nadzw. UEP 